# John G. Geier
John G. Geier (* 24. Januar 1934; † 26. September 2009) war ein US-amerikanischer Psychologe und Unternehmer.

## Lebenswerk
Geier hat den DISG-Persönlichkeitstest auf der Grundlage der Typologie von William Moulton Marston mit den Verhaltensdimensionen dominant, initivativ, stetig und gewissenhaft entwickelt und damit eine weitere Typenlehre in die Diskussion eingebracht.

## Zur Person
John G. Geier arbeitete an mehreren Universitäten und war Leiter der Verhaltenswissenschaften der University of Minnesota, Gastprofessor an der University of Wisconsin und der University of Arizona, Lehrbeauftragter der Graduate School of Business an der University of Michigan, wo er in der Summerschool „Manager of Managers“ lehrte. Er ist Autor zahlreicher Werke, unter anderem der Bücher „Energetics of Personality“, „Career Fulfillment“ und „Behavior Personality Analysis“.

## Der Unternehmer John G. Geier
Um die Verbreitung seines Persönlichkeitsmodells voranzutreiben, gründete John George Geier 1972 die Firma Performax Inc. und war der erste Präsident der Carlson-Learning Company. John G. Geier ist der Urheber und Entwickler des Personal Profile Systems (DISC-Modell), das er erstmals 1972 veröffentlichte. Seine Unzufriedenheit mit der beschränkten Nutzbarkeit und statistische Probleme der vorhandenen von ihm entwickelten Instrumente sowie deren eingeschränkte Eignung nur für den Arbeitsplatz veranlassten John G. Geier 1990 zur Gründung von Geier Learning Systems. Seitdem entwickelte er eine Reihe von Bewertungsinstrumenten auf der Basis der vier Verhaltensdimensionen DISG und fügte dem Modell zusätzlich deskriptive, präskriptive und prädikative Faktoren hinzu.
Die Geier Learning Systems ist seit 2004 der Lizenzgeber der deutschen persolog GmbH. Die letzte Version des Persönlichkeitsprofils wurde im Jahr vor seinem Tode als „persolog Persönlichkeits-Profil“ veröffentlicht. Insgesamt befasste sich John G. Geier mehr als 40 Jahre mit der Erforschung von Kompetenzen im Bereich des Arbeitsverhaltens.

## Veröffentlichungen (Auswahl)
- John G. Geier (Hrsg.) (1979), Emotions of Normal People von William Moulton Marston, mit der Einleitung und Interpretations: References, and a Presentation of a New Construct – Situation Perception Analysis von John G. Geier.
- John G. Geier mit Dorothy E. Downey (1989), Energetics of Personality.
- John G. Geier (1989), Personality Analysis.
- John G. Geier (1992), The personality factor profile: Quality and productivity through the human factor.
- John G. Geier (1993), Job perception inventory: A graphic presentation of your job.
- John G. Geier mit Dorothy E. Downey (1996), Career Fulfillment: Strategy and Tactics.
- John G. Geier (2008), persolog Persönlichkeits-Profil.